# Alien Swarm
Alien Swarm é um jogo eletrônico gratuito do gênero shoot-em-up desenvolvido e publicado pela Valve Corporation. O jogo é uma reconstrução da modificação Alien Swarm feita a partir do jogo Unreal Tournament 2004, e foi desenvolvido pela equipe original da modificação, que eventualmente foi contratada pela Valve durante o decorrer do processo de desenvolvimento. Uma sequência feita por fãs, intitulada Alien Swarm: Reactive Drop, foi lançada em 2017.

## Jogabilidade
Alien Swarm é um shoot 'em up de perspectiva vista de cima colocado em um ângulo de 60°. Quatro jogadores podem se juntar num jogo cooperativo, cujo objetivo é progredir através de fases com tema de ficção científica, enquanto eliminam ondas de alienígenas. Os jogadores podem escolher entre 40 armas diferentes. O jogo inclui dados estatísticos, itens e conquistas desbloqueáveis.

### Classes
O jogo é baseado em classes, com os jogadores escolhendo entre os papéis de Officer (oficial), Special Weapon (armas especiais), Medic (médico) e Tech (técnico). Cada classe tem dois personagens selecionáveis com diferentes habilidades.
OficialGarante um bônus de dano passivo e resistência à danos recebidos para os aliados que estejam próximos. Ele tem acesso ao Vindicator, uma shotgun restrita à classe com uma lançadora de granadas incendiárias e possui habilidades gerais de uso. Eles também são capazes de jogar quantidades extras de explosivos, e podem achar munição restrita à classes no chão para sua Vindicator. Os dois personagens jogáveis são Sarge e Jaeger.
Armas EspeciaisTrás grande poder de fogo ao grupo e começa com uma arma automática personalizada com parâmetros superiores, alta capacidade de munição, e habilidade de mira automática. Essa classe pode usar uma poderosa mini metralhadora depois de atingir um nível alto, e pode pegar munição restrita à classe no chão. Os dois personagens jogáveis são Wildcat e Wolfe.
MédicoÉ a única classe capaz de equipar e implantar temporariamente luzes de cura, e quando está em um nível mais alto, também pode usar uma pistola de cura para curar membros do time ou a si mesmo. Os dois personagens jogáveis são Faith e Bastille.
TécnicoCarregam um sensor de movimento, podem montar sentry guns (metralhadoras sentinelas) mais rápido, soldam portas mais rápido, e é a única classe capaz de destravar certos painéis de portas ou completar certos objetivos através de um minigame onde usa habilidades de hacker. Eles também podem usar um protótipo de um rifle de assalto com capacidades de mira automática e a habilidade de lançar granadas atordoantes. Os dois personagens jogáveis são Crash e Vegas.

### Missões
Antes de iniciar uma missão, os jogadores podem mudar o equipamento do personagem bem como seus itens improvisados. Eles também podem ver as informações da missão e os equipamentos dos outros jogadores. Em missão com apenas um jogador, o mesmo é capaz de modificar todos os equipamentos de seus personagens. A missão envolve todos os quatro jogadores avançando na mesma direção geral, muitas vezes com múltiplos objetivos a serem realizados. À medida que avançam através do nível, eles se movem, por muitas salas diferentes e passam por diversos obstáculos, como por exemplo gases venenosos e portas reforçadas. Tais obstáculos podem ser eliminados através de uma variedade de métodos, desde a soldagem de portas até um hack. Enquanto isso, muitos aliens (conhecidos como Swarms) atacam os jogadores de todos os lados. Os aliens podem ser gerados aleatoriamente e na maioria das vezes atacam os jogadores com variados tipos de mobs inimigos, conforme descrito pelos nomes deles. Existem muitos tipos diferentes de aliens, com comportamentos diferentes e padrões de ataque. Os jogadores podem lutar contra um alien utilizando muitas ferramentas, incluindo armas, explosivos ou usando objetos perigosos presentes no ambientais (por exemplo, barris explosivos).
Os jogadores possuem quatro espaços: um espaços de personagem (determinando habilidades, vantagens e armas específicas de classe), dois espaços para armas e um espaço de item especial. O espaço de personagem permite que o jogador escolha entre um dos oito personagens, que cada um deles tem certas características especiais (ou seja, danos extras, recarregamento mais rápido, etc.), armas e itens específicos de classe (espingardas, armas automáticas, caixas de munição, etc.). Os jogadores podem equipar duas armas no espaço de armas, bem como certos itens ou utilitários. Os itens especiais (como explosivos, flares e kits de primeiros-socorros) podem ser equipados no espaço especial.

## Enredo
Na Jacob's Rest, a única campanha oficial, um enxame de aliens invasores tomaram um planeta colonizado em Dezembro de 2052. Fuzileiros enviados por uma nave chamada "The Bloodhound" chega para procurar por sobreviventes e, caso necessário, destruir a colônia para prevenir que os aliens se espalhem. O grupo mata um grande número não apenas de aliens "normais", mas também de seus ovos, grandes tumores, parasitas e outras criaturas. Eles logo descobrem que toda a população foi dezimada pela infestação. Os Fuzileiros então guiam uma bomba termonuclear (usada originalmente para propósitos de escavação) através do complexo e então ativam seu cronômetro. Eles retornam à nave antes da detonação da bomba.

## Desenvolvimento
Alien Swarm foi anunciado em 2005, sob o título de Alien Swarm: Infested, como uma sequência construída na engine Source do mod de Unreal Tournament 2004. Entretanto, no final de 2007 o blog de desenvolvimento parou de ser atualizado, deixando seu status incerto. Em julho de 2010, com o anúncio de Alien Swarm, também foi revelado que a Valve havia contratado a equipe por trás do desenvolvimento da modificação original, que teria terminado o jogo ao mesmo tempo em que estavam trabalhando em outros produtos da Valve, como Left 4 Dead e Portal 2.

### SDK
Um software development kit (kit de desenvolvimento de software) do Alien Swarm, incluindo seu código fonte, foi lançado juntamente com o jogo. Alien Swarm é livre para uso de todos os usuários do Steam, ao invés de apenas donos dos jogos existentes da engine Source (como foi o caso com a Source SDK). Isso permite que modificações completamente convertidas sejam criadas, que não dependem de nenhum conteúdo de outros jogos da Valve, e que também são livres para todos - uma decisão de negócios importante que ecoa a estratégia do Unreal Development Kit.
As ferramentas do SDK incluem uma ferramenta de design de fases baseado em tiles chamada TileGen, que permite designers de fases pré-fabricar salas e corredores que podem ser organizados de uma certa maneira ou aleatoriamente baseado nas regras de geração. A ferramenta não substitui o Valve Hammer Editor, o uso do qual ainda é necessário antes que um mapa possa ser distribuído.

## Recepção
Alien Swarm foi recebido com críticas variadas de mistas a positivas desde o seu lançamento. O jogo recebeu uma pontuação de 76 de 100 no site agregador de críticas Metacritic.